# Örebro län
Örebro län (provincie Örebro) is een provincie in het midden van Zweden. Ze grenst aan de provincies Västra Götalands län, Värmlands län, Dalarnas län, Västmanlands län, Södermanlands län en Östergötlands län. De hoofdstad is de gelijknamige stad Örebro.
De oppervlakte van de provincie bedraagt 8519 km², wat 2,1% van de totale oppervlakte van Zweden is. In 2021 telde Örebro län 306.600 inwoners.

## Geschiedenis
De provincie werd opgericht onder de eerste grondwet van Zweden in 1634. Tot de afsplitsing van Värmlands län in 1779 heette de provincie Närkes och Värmlands län.

## Gemeenten
In Örebro län liggen de volgende gemeenten:
| - Askersund - Degerfors - Hällefors - Hallsberg - Karlskoga - Kumla | - Laxå - Lekeberg - Lindesberg - Ljusnarsberg - Nora - Örebro |

## Bestuur
Örebro län heeft, zoals alle Zweedse provincies, een meerduidig bestuur. Binnen de provincie vertegenwoordigt de landshövding de landelijke overheid. Deze heeft een eigen ambtelijk apparaat, de länsstyrelse. Daarnaast bestaat de landsting, dat feitelijk een eigen orgaan is naast het län, en dat een democratisch bestuur, de landstingsfullmäktige, heeft dat om de vier jaar wordt gekozen.

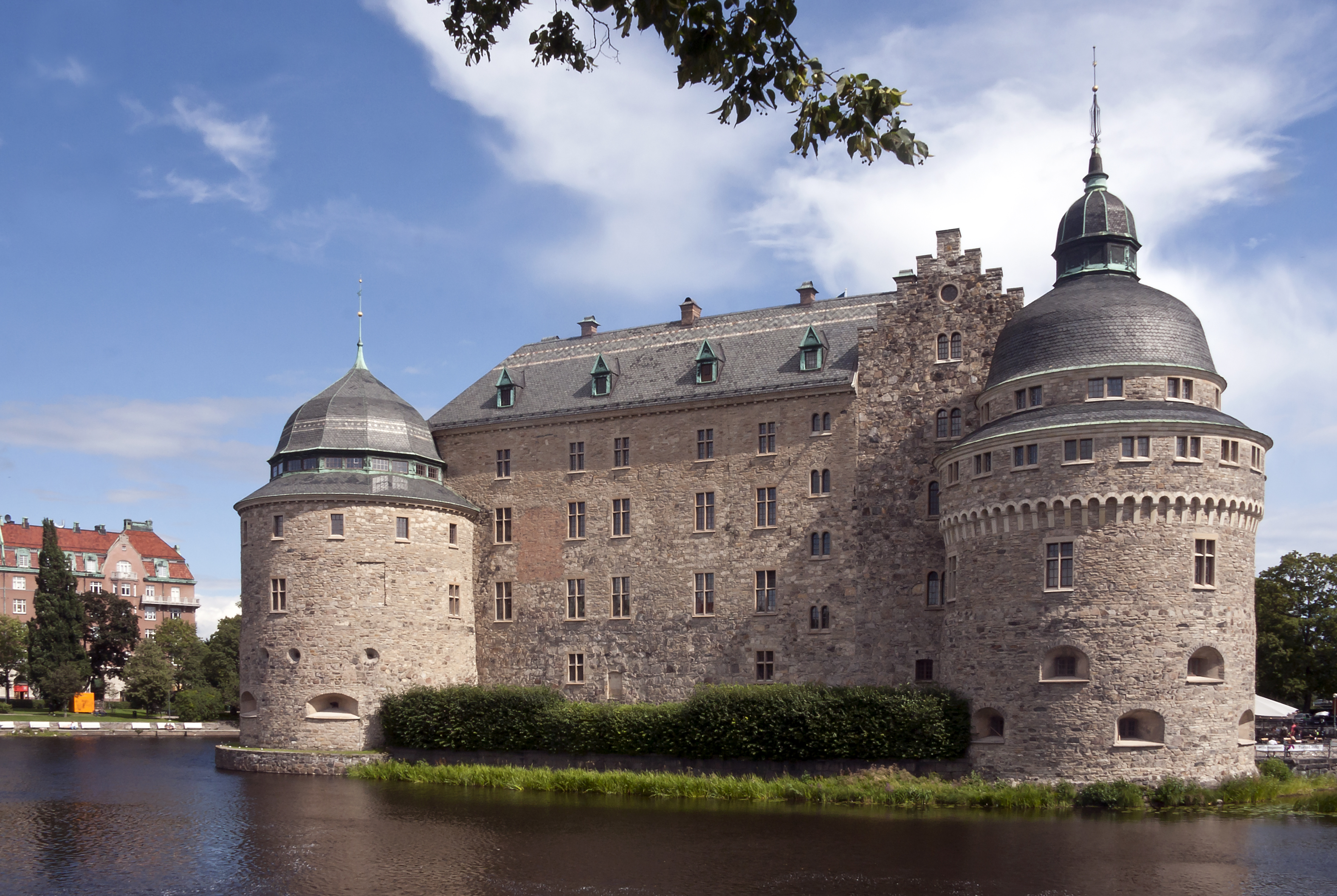
Het slot van Örebro, residentie van de landshövding in Örebro län

### Landshövding
De vertegenwoordiger van de rijksoverheid in Örebro län is sinds 4 mei 2015 Maria Larsson, een politica van de Christendemocraten die tussen 2006 en 2014 minister was in de Zweedse regering.

### Landsting
De Landsting, formeel Örebro län landsting, wordt bestuurd door de landstingsfullmäktige die sinds 1976 uit 71 leden bestaat. Door de landstingfullmäktige wordt een dagelijks bestuur, de landstingsstyrelsen, gekozen. Deze bestaat uit 15 leden.
Bij de laatste verkiezingen, in 2018, was de zetelverdeling in de landstingsfullmäktige:
- Vänster (V): 6 zetels
- Arbeiderspartij (S): 25 zetels
- Groenen (MP): 3 zetels
- Sverigedemokraterna (SD): 9 zetels
- Centrum (C): 5 zetels
- Liberalerna (L): 4 zetels
- Christendemocraten (KD): 6 zetels
- Moderaterna (M): 13 zetels

Blekinge län · Dalarnas län · Gävleborgs län · Gotlands län · Hallands län · Jämtlands län · Jönköpings län · Kalmar län · Kronobergs län · Norrbottens län · Örebro län · Östergötlands län · Skåne län · Södermanlands län · Stockholms län · Uppsala län · Värmlands län · Västerbottens län · Västernorrlands län · Västmanlands län · Västra Götalands län